# Bangerz Tour
Bangerz Tour foi a quarta turnê mundial da artista musical estadunidense Miley Cyrus, em suporte de seu quarto álbum de estúdio Bangerz (2013). A digressão foi primeiramente mencionada por Cyrus em outubro de 2013, com o anúncio oficial sendo feito no mês seguinte ao revelar as datas dos shows nos Estados Unidos e no Canadá. A excursão terá início em fevereiro de 2014 nos países supracitados e estenderá-se por até dois meses, concluindo a primeira etapa com um total de 39 concertos realizados. A dupla sueca Icona Pop e a cantora estadunidense Sky Ferreira foram confirmadas como os atos de abertura da parte norte-americana dos espetáculos.

## Antecedentes
"A minha vida está literalmente girando ao redor desta turnê. Diane Martel (...) e eu estamos desenvolvendo essa digressão, que será maluca. (...) No momento que você pisar na arena toda aquela coisa fará com que você sinta-se como uma parte deste diferente mundo louco e o show começará no minuto que você adentrar a porta, ao invés de inciar apenas quando subo no palco."

—Cyrus descrevendo a preparação e o conceito da Bangerz Tour.
Em 2012, Cyrus anunciou que planejava focar-se em sua carreira cinematográfica, entrando efetivamente em hiato em projetos fonográficos. Naquele ano, ela estrelou os filmes LOL e So Undercover. Ela também foi confirmada como a dubladora principal do longa-metragem animado Hotel Transylvania, mas abandonou o projeto em razão de um retorno musical. Em janeiro de 2013, Cyrus encerrou seu contrato com a Hollywood Records, sob a qual lançou os discos Hannah Montana 2: Meet Miley Cyrus (2007), Breakout (2008), Can't Be Tamed (2010), e o extended play The Time of Our Lives (2009). Mais tarde, naquele mês, ela assinou um acordo com a RCA Records. Em março, a artista confirmou que seu quarto álbum de estúdio seria lançado no final de 2013.

## Atos de abertura
- Icona Pop (América do Norte, primeira etapa)[3]
- Sky Ferreira (América do Norte, primeira etapa)[3]
- A Liga (América Do Sul - Brasil)
- Lily Allen (Europa)

## Repertório
O repertório abaixo é representativo do concerto ocorrido em Vancouver, no Canadá em 14 de fevereiro de 2014, não correspondendo necessariamente aos outros shows da turnê.
1. "SMS (Bangerz)"
2. "4x4"
3. "Love Money Party"
4. "My Darlin'"
5. "Maybe You're Right"
6. "FU"
7. "Do My Thang"
8. "Get It Right"
9. "Can't Be Tamed"
10. "Adore You"
11. "Drive"
12. "Rooting for My Baby"
13. "Jolene" (Doly Parton Cover)
14. "Hey Ya!" (Outkast Cover)
15. "23"
16. "On My Own"
17. "Someone Else"
18. "We Can't Stop"
19. "Wrecking Ball"
20. "Party in the U.S.A."

## Contrevérsias
- No show da turnê, em Los Angeles, no dia 22 de fevereiro durante a performance de Adore You, Miley havia dado um beijo na boca da também cantora Katy Perry, na época de 2014.
- Em Boston, no dia 02 de abril, durante a performance de Can't Be Tamed, a cantora se emocionou e chorou após a morte de seu cão Floyd, que veio ao falecer no dia 01 de Abril, após seu cão estar doente por causas desconhecidas. Ela ganhou o carinho e o apoio de seus fãs. Miley se emocionou também explicando em um depoimento no DVD da turnê, o que havia acontecido. Dias depois do falecimento, Miley havia ficado doente, mas alguns dias depois, ela havia melhorado e superado a morte.

## Incêndio
O local não foi divulgado, nem aonde estava indo, mas o ônibus que levava a turnê, ficou em chamas, não havia ninguém no local, nem no interior do ônibus. A irmã mais nova de Miley, Noah Cyrus, postou em sua conta do Instagram, um vídeo após o incêndio do ônibus, com uma foto no interior do ônibus, com a legenda: "bus down part 3!!!! this is the inside once the fire was out" traduzindo para o português: "Terceira parada!!!! O interior do ônibus depois de um incêndio". Não se sabe o que provocou o incêndio.

## Datas
| Data                    | Cidade            | País             | Local                             |
| América do Norte        | América do Norte  | América do Norte | América do Norte                  |
| ----------------------- | ----------------- | ---------------- | --------------------------------- |
| 14 de fevereiro de 2014 | Vancouver         | Canadá           | Rogers Arena                      |
| 16 de fevereiro de 2014 | Tacoma            | Estados Unidos   | Tacoma Dome                       |
| 20 de fevereiro de 2014 | Anaheim           | Estados Unidos   | Honda Center                      |
| 22 de fevereiro de 2014 | Los Angeles       | Estados Unidos   | Staples Center                    |
| 24 de fevereiro de 2014 | Oakland           | Estados Unidos   | Oracle Arena                      |
| 25 de fevereiro de 2014 | San José          | Estados Unidos   | SAP Center at San Jose            |
| 27 de fevereiro de 2014 | Phoenix           | Estados Unidos   | US Airways Center                 |
| 1 de março de 2014      | Las Vegas         | Estados Unidos   | MGM Grand Garden Arena            |
| 4 de março de 2014      | Denver            | Estados Unidos   | Pepsi Center                      |
| 6 de março de 2014      | Omaha             | Estados Unidos   | CenturyLink Center Omaha          |
| 7 de março de 2014      | Chicago           | Estados Unidos   | Allstate Arena                    |
| 9 de março de 2014      | Milwaukee         | Estados Unidos   | Bradley Center                    |
| 10 de março de 2014     | Saint Paul        | Estados Unidos   | Xcel Energy Center                |
| 12 de março de 2014     | Dallas            | Estados Unidos   | American Airlines Center          |
| 13 de março de 2014     | Tulsa             | Estados Unidos   | BOK Center                        |
| 15 de março de 2014     | San Antonio       | Estados Unidos   | AT&T Center                       |
| 16 de março de 2014     | Houston           | Estados Unidos   | Toyota Center                     |
| 18 de março de 2014     | Nova Orleans      | Estados Unidos   | New Orleans Arena                 |
| 20 de março de 2014     | Tampa             | Estados Unidos   | Tampa Bay Times Forum             |
| 22 de março de 2014     | Miami             | Estados Unidos   | American Airlines Arena           |
| 24 de março de 2014     | Orlando           | Estados Unidos   | Amway Center                      |
| 25 de março de 2014     | Atlanta           | Estados Unidos   | Philips Arena                     |
| 29 de março de 2014     | Montreal          | Canadá           | Bell Centre                       |
| 31 de março de 2014     | Toronto           | Canadá           | Air Canada Centre                 |
| 2 de abril de 2014      | Boston            | Estados Unidos   | TD Garden                         |
| 3 de abril de 2014      | East Rutherford   | Estados Unidos   | Izod Center                       |
| 5 de abril de 2014      | Nova Iorque       | Estados Unidos   | Barclays Center                   |
| 7 de abril de 2014      | Charlotte         | Estados Unidos   | Time Warner Cable Arena           |
| 8 de abril de 2014      | Raleigh           | Estados Unidos   | PNC Arena                         |
| 10 de abril de 2014     | Washington, D.C.  | Estados Unidos   | Verizon Center                    |
| 12 de abril de 2014     | Detroit           | Estados Unidos   | The Palace of Auburn Hills        |
| 13 de abril de 2014     | Columbus          | Estados Unidos   | Value City Arena                  |
| 15 de abril de 2014     | Kansas City       | Estados Unidos   | Sprint Center                     |
| 16 de abril de 2014     | St. Louis         | Estados Unidos   | Scottrade Center                  |
| 18 de abril de 2014     | Nashville         | Estados Unidos   | Bridgestone Arena                 |
| 19 de abril de 2014     | Louisville        | Estados Unidos   | KFC Yum! Center                   |
| 22 de abril de 2014     | Filadélfia        | Estados Unidos   | Wells Fargo Center                |
| 24 de abril de 2014     | Uniondale         | Estados Unidos   | Nassau Veterans Memorial Coliseum |
| 25 de abril de 2014     | Ledyard           | Estados Unidos   | Foxwoods Resort Casino            |
| Europa                  |                   |                  |                                   |
| 2 de maio de 2014       | Amsterdã          | Países Baixos    | Ziggo Dome (adiado)               |
| 4 de maio de 2014       | Antuérpia         | Bélgica          | Sportpaleis (adiado)              |
| 6 de maio de 2014       | Londres           | Inglaterra       | The O2 Arena                      |
| 10 de maio de 2014      | Leeds             | Inglaterra       | First Direct Arena                |
| 12 de maio de 2014      | Glasgow           | Escócia          | The SSE Hydro                     |
| 14 de maio de 2014      | Manchester        | Inglaterra       | Phones 4U Arena                   |
| 16 de maio de 2014      | Birmingham        | Inglaterra       | National Indoor Arena             |
| 19 de maio de 2014      | Belfast           | Irlanda do Norte | Odyssey Arena                     |
| 20 de maio de 2014      | Dublin            | Irlanda          | The O2                            |
| 23 de maio de 2014      | Montpellier       | França           | Park&Suites Arena                 |
| 24 de maio de 2014      | Lyon              | França           | Halle Tony Garnier                |
| 26 de maio de 2014      | Colônia           | Alemanha         | Lanxess Arena                     |
| 28 de maio de 2014      | Oslo              | Noruega          | Telenor Arena                     |
| 30 de maio de 2014      | Estocolmo         | Suécia           | Ericsson Globe                    |
| 1 de junho de 2014      | Helsinque         | Finlândia        | Hartwall Areena                   |
| 4 de junho de 2014      | Copenhague        | Dinamarca        | Forum Copenhague                  |
| 6 de junho de 2014      | Frankfurt         | Alemanha         | Festhalle                         |
| 7 de junho de 2014      | Zurique           | Suíça            | Hallenstadion                     |
| 8 de junho de 2014      | Assago            | Itália           | Mediolanum Forum                  |
| 10 de junho de 2014     | Viena             | Áustria          | Wiener Stadthalle                 |
| 13 de junho de 2014     | Barcelona         | Espanha          | Palau Sant Jordi                  |
| 15 de junho de 2014     | Lisboa            | Portugal         | Altice Arena                      |
| 17 de junho de 2014     | Madrid            | Espanha          | Palácio de Deportes               |
| 20 de junho de 2014     | Antwerp           | Bélgica          | Sportpaleis                       |
| 22 de junho de 2014     | Amsterdam         | Países Baixos    | Ziggo Dome                        |
| América do Norte        |                   |                  |                                   |
| 1 de agosto de 2014     | Nova Iorque       | Estados Unidos   | Nassau Coliseum                   |
| 2 de agosto de 2014     | Filadélfia        | Estados Unidos   | Wells Fargo Center                |
| 4 de agosto de 2014     | Pittsburgo        | Estados Unidos   | CONSOL Energy Center              |
| 6 de agosto de 2014     | Charlotte         | Estados Unidos   | Time Warner Cable Arena           |
| 7 de agosto de 2014     | Nashville         | Estados Unidos   | Bridgestone Arena                 |
| 9 de agosto de 2014     | Louisville        | Estados Unidos   | KFC YUM! Center                   |
| 10 de agosto de 2014    | St. Louis         | Estados Unidos   | Scottrade Center                  |
| 12 de agosto de 2014    | Kansas City       | Estados Unidos   | Sprint Center                     |
| 14 de agosto de 2014    | Chicago           | Estados Unidos   | United Center                     |
| 11 de setembro de 2014  | San Juan          | Porto Rico       | Coliseo de Puerto Rico            |
| 16 de setembro de 2014  | Monterrey         | México           | Arena Monterrey                   |
| 17 de setembro de 2014  | Monterrey         | México           | Arena Monterrey                   |
| 19 de setembro de 2014  | Ciudad de México  | México           | Arena Ciudad de México            |
| 21 de setembro de 2014  | Guadalajara       | México           | Auditorio Telmex                  |
| América do Sul          |                   |                  |                                   |
| 26 de setembro de 2014  | São Paulo         | Brasil           | Arena Anhembi                     |
| 28 de setembro de 2014  | Rio de Janeiro    | Brasil           | Praça da Apoteose                 |
| 1 de outubro de 2014    | Santiago de Chile | Chile            | Movistar Arena                    |
| 3 de outubro de 2014    | Buenos Aires      | Argentina        | Estádio GEBA                      |
| Oceania                 |                   |                  |                                   |
| 8 de outubro de 2014    | Auckland          | Nova Zelândia    | Vector Arena                      |
| 10 de outubro de 2014   | Melbourne         | Australia        | Rod Laver Arena                   |
| 15 de outubro de 2014   | Brisbane          | Australia        | Brisbane Enternaiment Centre      |
| 17 de outubro de 2014   | Sydney            | Australia        | Allphones Arena                   |
| 20 de outubro de 2014   | Adelaide          | Australia        | Adelaide Enternaiment Centre      |
| 23 de outubro de 2014   | Perth             | Australia        | Perth Arena                       |

## Gravação do DVD
Durante os shows dos dias 13 e 15 de junho de 2014, Miley anunciou que o show estava sendo gravado para o DVD da "Bangerz Tour", que seria lançado como um especial para a NBC, em 6 de julho de 2014, posteriormente seria então lançado a dia 23 de Março de 2015 o DVD com o mesmo especial transmitido. 